# Moropsyche urdhvakarni
Moropsyche urdhvakarni är en nattsländeart som beskrevs av Schmid 1968. Moropsyche urdhvakarni ingår i släktet Moropsyche och familjen Apataniidae. Inga underarter finns listade i Catalogue of Life.